# Grandjean
Grandjean är en kommun i departementet Charente-Maritime i regionen Nouvelle-Aquitaine i västra Frankrike. Kommunen ligger  i kantonen Saint-Savinien som ligger i arrondissementet Saint-Jean-d'Angély. År 2022 hade Grandjean 310 invånare.

## Befolkningsutveckling
Antalet invånare i kommunen Grandjean
Referens:INSEE